# 山口信号所
山口信号所（やまぐちしんごうじょ）は、埼玉県所沢市上山口にあった西武鉄道山口線の信号場である。

## 概要
軽便規格当時の山口線「おとぎ電車」の信号場である。2箇所存在した信号場のうち、当信号場は当初開業区間における終点駅（上堰堤駅）であったものを、後年の路線延伸に伴って信号場へ格下げしたものであった。
並行する道路よりも一段低い切り通しの中に所在し、ホームは存在せず、分岐した線路の中央に詰め所、そして線路の内側に低い台があるだけの簡素な信号所で、列車交換ならびに通票の交換を行った。
山口線の新交通システム転換に際して、1985年（昭和60年）4月に廃止となった。

## 歴史
西武園遊園地（現・西武園ゆうえんち）の遊戯施設「おとぎ線」の開業に際して、終着駅上堰堤駅（かみえんていえき）として1950年（昭和25年）8月に開業した。翌1951年（昭和26年）9月にはユネスコ村の開園に合わせて上堰堤 - ユネスコ村間が開通したが、同時に当駅は信号場へ格下げされ、山口信号所と改称された。

### 年表
- 1950年（昭和25年）8月1日：西武園遊園地の遊戯施設「おとぎ線」の終着駅上堰堤駅として開業。
- 1951年（昭和26年）9月16日：当駅 - ユネスコ村間開業に伴い信号所に格下げ、山口信号所と改称。
- 1952年（昭和27年）7月15日：「おとぎ線」の地方鉄道転換ならびに「山口線」への改称に伴い、山口線の信号場となる。
- 1984年（昭和59年）5月14日：新交通システム転換工事のため休止。
- 1985年（昭和60年）4月25日：新交通システム転換に伴い休止のまま廃止。

## 廃止後の状況
当信号所は狭山スキー場の南端に立地していたことから、廃止後間もなく施設の拡張用地として利用された。現在ではユネスコ村駅側の大半がスキー場の建物の下に位置しており、残りの部分もスキー場の管理用道路に転用されて舗装道路と化した。切り通しの地形と遊園地前駅寄りの線路端にあった数本の木がそのまま残されていることによって痕跡を確認できるに過ぎない。
周辺の廃線跡は現路線が北へ向きを変えて西武球場前駅に向かう部分から分岐して道路と並行して出現し、一部は簡易舗装された遊歩道として整備されている。遊歩道は西武ドーム駐車場入口で途切れ、その先の敷地は前述のように狭山スキー場の管理用道路に転用されている。このように比較的痕跡が残されてはいるものの、事前知識がないと廃線跡だとは判別し難い状況にある。一方で当信号所よりユネスコ村駅方の廃線跡については砂利敷の遊歩道として整備されており、痕跡を辿ることは容易な状況である。
なお、遊歩道部分の南側に並行する草むら部分に「工」マークのついた鉄道用地境界標が1本、旧線路側に向けて倒れており、当信号所周辺においては唯一の遺構となっている。

## 隣の駅
西武鉄道
■山口線（軽便鉄道時代）
遊園地前駅 - （中峯信号所）- （山口信号所） - ユネスコ村駅